# 田中真尋
田中 真尋（たなか まひろ、3月26日 - ）は、山梨放送の元ニュースキャスター。

## 来歴
山梨県中巨摩郡若草町（後の南アルプス市）出身。山梨県立甲府第一高等学校、首都大学東京卒業。
大学を卒業後、2009年に山梨放送に入社。報道記者やフィールドキャスターとして活動した後、2021年3月から2024年3月まで3年間『YBSワイドニュース』のメインキャスターを務めていた。
ニュースキャスター担当時には報道制作局報道部所属であったが、2024年4月1日付でビジネス推進部副部長に着任した。

## 担当番組
- YBSワイドニュース
  - フィールドキャスター（2020年3月30日 - 2021年3月26日）
  - メインキャスター（2021年3月29日[5] - 2024年3月29日）